# Anthracobia
Anthracobia is een geslacht van schimmels die behoort tot de familie Pyronemataceae. De typesoort is Anthracobia melaloma.

## Soorten
Volgens Index Fungorum telt het geslacht 14 soorten (peildatum januari 2023): 
| Soortnaam                                              | Auteur(s)                              | Publicatiejaar |
| ------------------------------------------------------ | -------------------------------------- | -------------- |
| Anthracobia aurantiorubra                              | (Fr.) Boud.                            | 1907           |
| Anthracobia capituligena                               | (Starbäck) Boud.                       | 1907           |
| Anthracobia humana                                     | (Velen.) Svrček                        | 1948           |
| Anthracobia intermixta                                 | (P. Karst.) Boud.                      | 1907           |
| Anthracobia korfii                                     | S. Ahmad                               | 1978           |
| Anthracobia macrocystis (Oranjerood houtskoolbekertje) | (Cooke) Boud.                          | 1907           |
| Anthracobia maurilabra                                 | (Cooke) Boud.                          | 1907           |
| Anthracobia melaloma (Gewoon houtskoolbekertje)        | (Alb. & Schwein.) Arnould              | 1893           |
| Anthracobia muelleri                                   | (Berk.) Rifai                          | 1968           |
| Anthracobia nitida                                     | Boud.                                  | 1907           |
| Anthracobia rehmii                                     | Brumm.                                 | 1984           |
| Anthracobia subatra (Grijsbruin houtskoolbekertje)     | (Rehm) M.M. Moser                      | 1963           |
| Anthracobia tristis (Donker houtskoolbekertje)         | (Sacc., E. Bommer & M. Rousseau) Boud. | 1907           |
| Anthracobia uncinata (Haakcelhoutskoolbekertje)        | (Velen.) Spooner                       | 1981           |